# Ноутбук

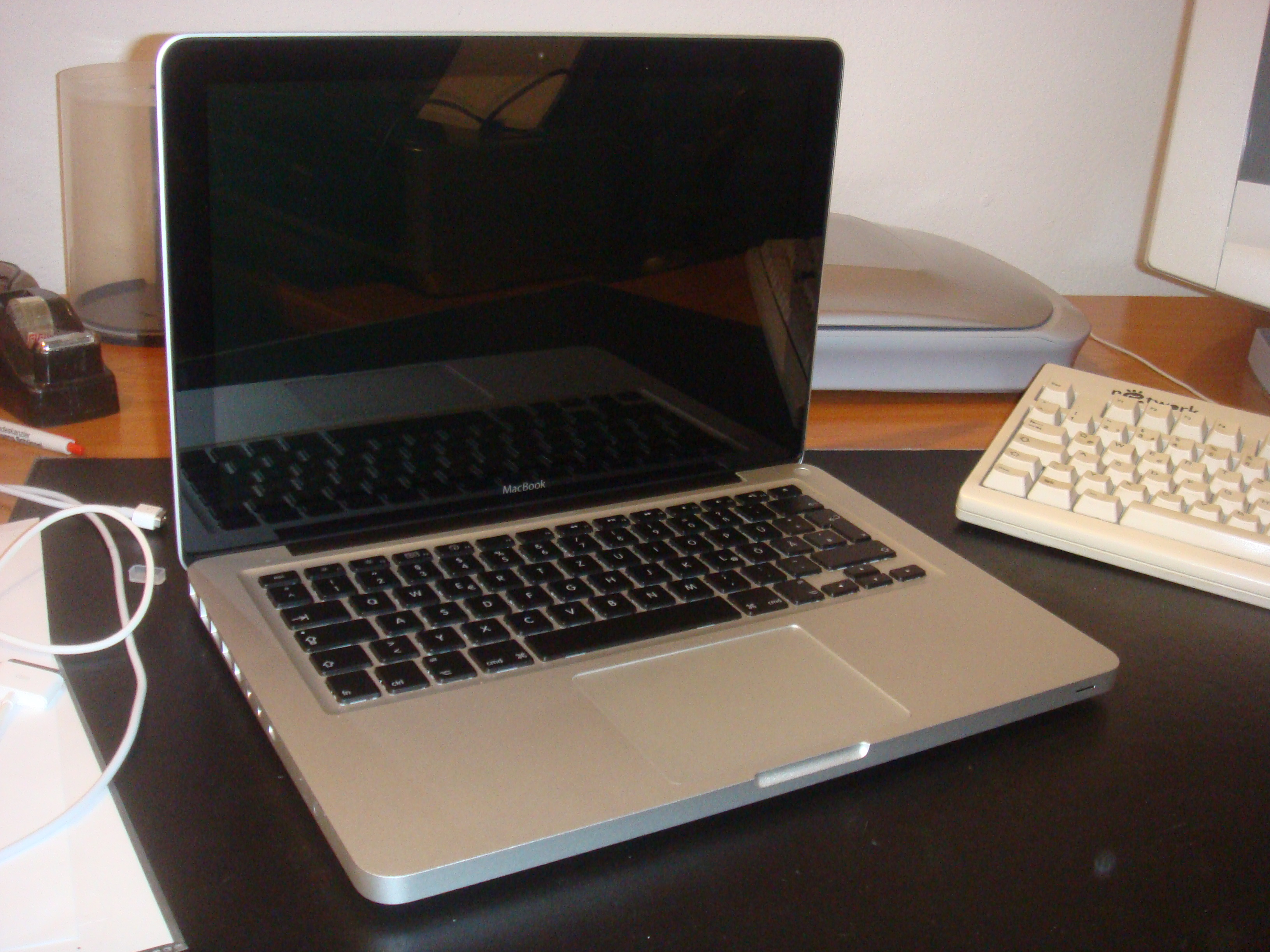
Типичный «полноформатный» ноутбук

Ноутбук (от англ. notebook [computer] — компьютер в формате блокнота, хотя в английском языке используется термин laptop, «лэптоп» — компьютер, размещаемый на коленях сидящего человека) — портативный персональный компьютер, в корпусе которого объединены основные компоненты (дисплей, клавиатура и тачпад, системная плата, устройства хранения данных, аккумуляторные батареи и пр.), достаточные для использования ноутбука без подключения внешних устройств (хотя такое подключение возможно). Обладает небольшими размерами и весом. Подключение к сети, как правило, беспроводное (Wi-Fi, мобильный интернет). Для расширения функциональности ноутбук может быть подключен к док-станции.
К ноутбукам обычно относят устройства, выполненные в раскладном форм-факторе. Это необходимо для того, чтобы переносить в сложенном виде, что бы защитить части ноутбука при транспортировке. Также это связано с удобством транспортировки (чаще всего ноутбук транспортируется в специальной сумке для ноутбука, портфеле или рюкзаке, что позволяет не держать его в руках, а повесить на плечо или за спину).

## История

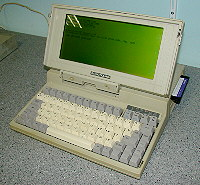
Компьютер «Электроника МС 1504» в форм-факторе «Laptop»

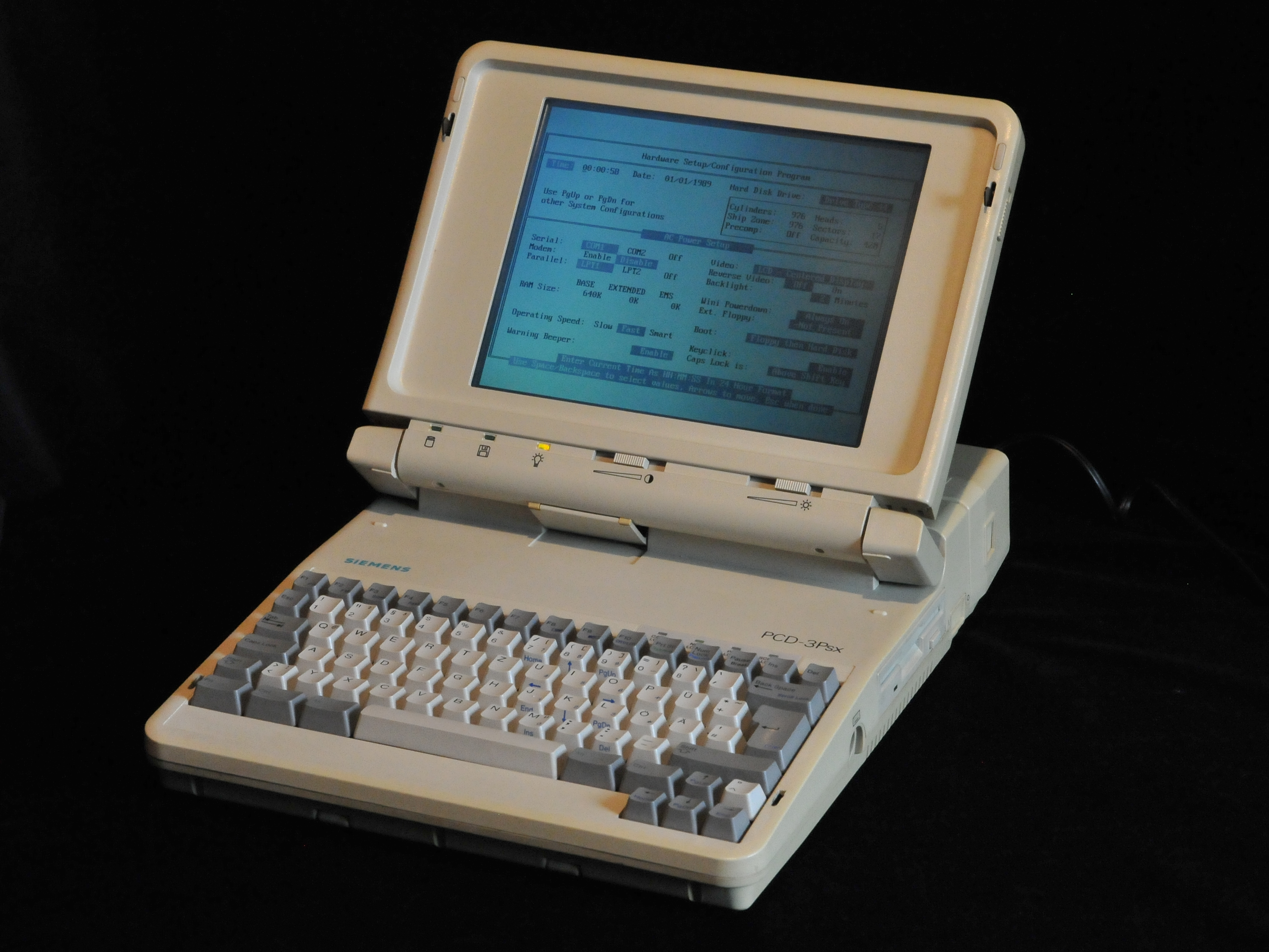
Ноутбук PCD-3Psx компании Siemens, выпущенный в 1989 году

Идею создания портативной вычислительной машины «размером с блокнот, имеющей плоский монитор и умеющей подключаться к сетям без проводов», выдвинул начальник исследовательской лаборатории фирмы Xerox Алан Кей в 1968 году.
В 1979 году по заказу NASA Уильям Моггридж (компания Grid Systems) создал первый в мире ноутбук Grid Compass (оперативная память на ЦМД объёмом 340 КБ, процессор Intel 8086 с тактовой частотой 8 МГц, люминесцентный экран). Данный ноутбук использовался в программе Space Shuttle.
Первая общегражданская модель Osborne 1 (масса 11 кг, оперативная память 64 Кб, процессор Zilog Z80A с тактовой частотой 4 МГц, два дисковода 5,25 дюйма, три порта, в том числе для подключения модема, монохромный дисплей 8,75 × 6,6 см, вмещавший 24 строки по 52 символа; (69 клавиш) была создана изобретателем Адамом Осборном (Adam Osborne) в 1981 году и выпущена на рынок по цене $1795. Из-за маркетинговой ошибки начало продаж последующей модели Osborne Vixen было объявлено задолго до поступления машин в реализацию. Это ударило по продажам Osborne 1 и компания разорилась.
В 1990 году Intel представила первый специализированный процессор для мобильных персональных компьютеров — Intel386SL, а также была предложена технология снижения напряжения питания, увеличившая срок службы батарей.

## Функции
Переносные компьютеры способны выполнять такие же задачи, что и настольные компьютеры. Но производительность ноутбука может быть существенно ниже.
Ноутбуки содержат компоненты, подобные тем, которые установлены в настольных компьютерах, и выполняют те же функции, но меньше и оптимизированы для мобильного использования и эффективного расхода энергии. В основном ноутбуки не оснащены всеми видами модулями и интерфейсами, но могут быть подключены дополнительно.
Ноутбуки оснащены технологией беспроводной локальной сети с устройствами на основе стандартов IEEE 802.11 (Wi-Fi) и пользователи предпочтительно используют её. Производители часто перестали оснащать ноутбуки портом RJ-45, так как ноутбуки служат для мобильности и используют в различных местах с доступом беспородной связью. Но могут быть оснащены дополнительным внешним модулем RJ-45, как в комплектации или докупаться отдельно.

## Преимущества и недостатки ноутбука

### Преимущества
Главным преимуществом ноутбуков перед настольными персональными компьютерами («десктопами») является его портативность (мобильность): ноутбук легко перевозить, что позволяет брать его с собой на работу, в поездки и даже на отдых. Также портативность позволяет использовать один и тот же ноутбук для работы и в офисе, и дома, и в поездках, устраняя проблему доступности данных и синхронизации их между разными устройствами.
Портативность ноутбуков обусловливает их компактность — малые размеры, вес и общую «объединённость» компьютера, что может делать его привлекательным даже для использования, не предусматривающего частые перемещения (например, дома).
Компактность и моноблочность также позволяют убирать ноутбук со стола, когда он не используется, освобождая рабочее пространство, что может быть очень кстати в стеснённых условиях — например, в маленькой квартире-студии.
Ноутбук имеет встроенный электрический аккумулятор, позволяющий довольно продолжительное время работать без подключения к электросети. Аккумулятор играет роль источника бесперебойного питания, делая систему устойчивой к перерывам электроснабжения, как кратковременным, так и продолжительным блэкаутам.

### Недостатки
Недостатки ноутбука обусловлены ограничениями, необходимыми для обеспечения его главного свойства — портативности. Портативность ограничивает габариты и вес ноутбука, что в свою очередь влияет на выбор элементов системы.
- Низкая максимальная производительность. Компактные размеры ноутбуков предъявляют особые требования к охлаждению, поэтому компоненты, используемые в ноутбуках, имеют жёсткие ограничения по тепловыделению, а, следовательно, и мощности. Даже мощные игровые ноутбуки и мобильные рабочие станции не могут сравниться с производительными настольными ПК, предназначенными для таких требовательных задач, как компьютерные игры, трёхмерное моделирование и проектирование, рендеринг, инженерные расчёты. Немногочисленные дескноуты исправить положение не могут, поскольку для них существуют те же ограничения по габаритам и тепловыделению, что и для других ноутбуков. Поэтому в дескноутах устанавливаются не самые производительные настольные процессоры и используются мобильные версии видеокарт.
- Ограниченность модернизации. В отличие от настольных компьютеров, возможность модернизации ноутбуков сильно ограничена. В портативных компьютерах, как правило, предусмотрена возможность самостоятельной замены ОЗУ и жёсткого диска. Модернизация видеокарты в большинстве ноутбуков не предусмотрена, хотя встречаются модели, позволяющие осуществить и замену графического адаптера. В случае необходимости замены других компонентов, в том числе процессора и дисковода оптических дисков, рекомендуется обращаться к квалифицированным специалистам. В розничной продаже мобильные версии процессоров и видеокарт практически не встречаются.
- Проблемы совместимости с различными операционными системами. Производители ноутбуков редко осуществляют поддержку семейства операционных систем, отличных от предустановленной на данную модель ноутбука. Кроме того, в ноутбуках часто используются специфические компоненты, поэтому проблемы совместимости с другими ОС возникают значительно чаще, чем для настольных компьютеров.

Недостатки ноутбуков, являющиеся следствием мобильности портативных компьютеров:
- Качество встроенных компонентов. В отличие от настольных компьютеров, в ноутбук встроены дисплей, клавиатура и тачпад (иногда — трекбол или тензометрический джойстик), качество и удобство использования которых зачастую невысоки. Клавиатура обычно имеет меньше клавиш, чем настольная (за счёт совмещённого цифрового блока клавиш), а размеры клавиш, особенно у субноутбуков и нетбуков, могут быть очень маленькими и неудобными для некоторых пользователей. Тачпад менее удобен, чем компьютерная мышь. Монитор ноутбука не может быть очень большим (как правило, диагональ не превышает 17.3 дюйма). Перечисленные недостатки встроенных элементов вполне закономерны для мобильных устройств, и их можно компенсировать подключением внешних компонентов (монитора, клавиатуры, компьютерной мыши), однако это увеличивает конечную стоимость ноутбука и несколько снижает мобильность портативного компьютера.
- Система охлаждения электронных компонентов ноутбука часто работает на пределе из-за небольших габаритов. Микросхемы ноутбуков чаще перегреваются до температур деградации и выходят из строя — в особенности если пользователи, пренебрегая этим фактором, располагают включённый ноутбук так, что вентиляционные отверстия оказываются перекрыты. В настольных компьютерах организация адекватного охлаждения обычно не представляет труда, особенно в случае современных корпусов с расположением блока питания снизу.
- Повышенная вероятность поломки. Мобильность ноутбуков порождает ещё одну проблему, которую тоже иногда заносят в недостатки портативных компьютеров — большая вероятность поломки по сравнению с настольным ПК. Ноутбуки чаще роняют. Существует вероятность сломать дисплей ноутбука при закрытии крышки (если между клавиатурой и дисплеем попадёт посторонний предмет). Если залить клавиатуру ноутбука какой-либо жидкостью, то велика вероятность выхода портативного компьютера из строя (в то время, как в настольном компьютере из строя выйдет только клавиатура).
- Высокая вероятность потери или кражи. Компактные и мобильные портативные ПК очень часто крадут, и столь же часто их теряют, забывая в транспорте, отелях, конференц-залах и так далее. Защитить ноутбук от потери или кражи можно путём соблюдения элементарных правил безопасности (не оставлять устройство где попало, не привлекать к нему внимание и прочее). Дополнительно можно оснастить портативное устройство кодовым замком со стальным кабелем (например, замком Kensington Security Lock), который прикрепляется к большому и тяжёлому неподвижному объекту или замком со звуковой сигнализацией, подключаемым через USB-разъём (при отключении такого замка или повреждении троса срабатывает сирена). В случае кражи или потери ноутбука до его информации добраться проще простого, причём можно даже без снятия пароля: с гаджета просто снимается жёсткий диск, подключается к специальному переходнику для HDD, который (то есть переходник) подключается через USB-порт — к ПК в качестве съёмного диска.

## Основные неисправности ноутбуков
Компромисс между качеством деталей и компактностью приводит к появлению специфических неисправностей, характерных для ноутбуков. Большинство из них имеют ярко выраженные «симптомы» и требуют вмешательства специалистов.

### Перегрев
Перегрев — наиболее частая причина выхода из строя ноутбуков. Конструкцией вентиляционные отверстия в ноутбуках обычно предусмотрены внизу, по бокам или сзади корпуса. Ноутбуки очень чувствительны к нарушению охлаждения, ввиду плотного расположения компонентов внутри корпуса, и в этом плане они «капризнее» большинства обычных настольных компьютеров в корпусах ATX. Если свободная циркуляция воздуха усложнена (компьютер стоит на мягкой поверхности, например на диване, или вентилятор и радиаторы засорены частичками пыли), ноутбук может выйти из строя, также важно следить за состоянием термопасты, и менять её раз в полгода. Вентилятор ноутбука начинает громко шуметь, а процессор уходит в режим троттлинга, затем система сама автоматически перезагружается или завершает работу. Во избежание неполадок необходимо использовать специальные охлаждающие подставки или ставить ноутбук только на твёрдую поверхность, не забывать обслуживать ноутбук — продувать радиаторы и вентилятор сжатым воздухом (ни в коем случае не пылесосить!), менять термопасту (если пользователь не уверен, что сможет разобрать и собрать ноутбук и не повредить его внутренние компоненты — лучше доверить разборку ноутбука, очистку системы охлаждения и замену термопасты специалистам).

### Попадание жидкости
Попадание жидкости и конденсат. Резкое нагревание внутренних частей холодного ноутбука, принесенного с мороза, приводит к образованию конденсата внутри корпуса, короткому замыканию и, соответственно, к неисправностям. Во избежание такой ситуации ноутбук должен некоторое время (20—40 минут) прогреться в помещении перед началом работы. Тот же эффект даёт жидкость, пролитая на клавиатуру или попавшая в вентиляционные отверстия и в разъёмы.
Существуют полностью герметичные ноутбуки с отводом теплоты на металлическое днище корпуса (вентилятор отсутствует), при этом их клавиатура прорезинена, а разъёмы и отверстие под оптический дисковод закрываются резиновыми крышками, для таких ноутбуков пролитая в клавиатуру жидкость не представляет никакой опасности.

### Жёсткий диск
Жёсткие диски ноутбуков выходят из строя гораздо чаще их настольных собратьев. Пластины жёсткого диска, быстро вращаясь, подвержены гироскопическому эффекту. Неаккуратный перенос включённого ноутбука или тем более его падение легко могут привести к появлению царапин на рабочих поверхностях и в итоге к выходу жёсткого диска ноутбука из строя. Проблема устраняется заменой механического диска на твердотельный, которому движения и удары практически не страшны. С механического диска часто переносят саму ОС на твердотельный диск, а HDD устанавливают через специальный переходник на место CD-привода в качестве хранилища.

### Клавиатура
Засорение клавиатуры. От мобильности ноутбуков чаще всего страдает клавиатура. В пыльных местах или вблизи проезжих частей на ней оседает масса мелких частиц, которые со временем ухудшают функционирование клавиш. Во избежание эффекта «залипания» нужно периодически проводить профилактическую чистку или продув клавиатуры. Однако некоторые ноутбуки имеют прорезиненный слой поверх клавиатуры и требуют лишь её поверхностной очистки.

## Устройство ноутбука
Ноутбук по сути своей является полноценным персональным компьютером. Но для обеспечения мобильности, портативности и энергонезависимости все комплектующие имеют своеобразные особенности.

### Корпус
Корпус ноутбука в большинстве случаев выполнен из высокопрочного пластика, реже из сплавов легких металлов (алюминий, магний). Внутри он покрыт металлической фольгой для изоляции электронной начинки от воздействия внешних электромагнитных полей и внешнего мира — от магнитных полей электроники ноутбука. Иногда пластиковый корпус усиливают металлической рамой.
В корпусе ноутбука обычно находятся материнская плата, накопители и CD-привод (за исключением некоторых современных моделей: в них место для такого привода предусмотрено, но туда часто подключают накопитель в специальном переходнике в качестве хранилища), клавиатура и аккумуляторная батарея. Почти всегда здесь же находятся динамики и иногда — микрофон.
В крышке ноутбука помещены дисплей и антенны беспроводных модулей (так как крышка не экранируется). Здесь же могут находиться веб-камера и микрофон.
Также ноутбуки могут быть оснащаться внешними модулями (док-станции) не предназначены для массового пользования, такие как USB-концентратор, DVD-привод, порт RJ45 и прочие отсутствующие элементы для потребности пользователя.

### Система охлаждения
Система охлаждения ноутбука состоит из радиаторов, вентилятора, забирающего воздух из вентиляционных отверстий на днище ноутбука (именно поэтому ноутбук можно использовать только на твёрдой ровной поверхности, иначе нарушается охлаждение) и продувающего его через радиатор, который медным тепловодом на тепловых трубках соединён с процессором (и иногда чипсетом) материнской платы, выдувая его через отверстие в задней или боковой стенке. Если корпус ноутбука металлический, он может служить большим радиатором и вентилятор в таком случае нужен редко. Низкопроизводительные современные ноутбуки могут вообще не иметь вентилятора по причине низкого тепловыделения. Иногда (и практически всегда в игровых ноутбуках) имеется отдельная система охлаждения с вентилятором и тепловой трубкой для охлаждения видеокарты.

### Питание
Ноутбуки работают как от аккумулятора, так и от сетевого адаптера, который при этом заряжает батарею ноутбука. В современных ноутбуках используются литий-ионные аккумуляторы, в ноутбуках бизнес-серий часто имеется возможность подключить более одной батареи (дополнительные батареи вставляются вместо привода оптических дисков или крепятся на днище корпуса). Наблюдается тенденция к использованию несъёмных батарей.

### Дисплей
Матрица ноутбука представляет собой полноценный жидкокристаллический дисплей (LCD) с подсветкой светодиодами (LED).
В современных ноутбуках применяется два типа покрытия дисплея — матовое (редко) и глянцевое. Изображение на экране с глянцевым покрытием получается более контрастное и яркое, однако часто возникают неудобства в работе из-за зеркального эффекта: свет не рассеивается по поверхности экрана и покрытие даёт слишком яркие блики в случае, если за спиной пользователя расположен какой-либо источник света. Матовое покрытие, напротив, делает изображение менее контрастным, но не создаёт бликов.
Соотношение сторон дисплея подавляющего большинства ноутбуков — 16:9, у бизнес-серий встречается 16:10. Ноутбуки с соотношением сторон 4:3 больше не производятся

### Процессор
Процессор ноутбука по внешнему виду и размерам очень похож на процессор настольного компьютера, однако внутри него реализовано большое количество технологий, снижающих энергопотребление и тепловыделение, например, платформа Centrino. В дешевых ноутбуках используются процессоры в корпусе BGA, припаиваемые к плате, в более дорогих процессор устанавливается в сокет и может быть при желании заменён на более производительный. Это не является правилом, в дорогом ноутбуке процессор также может быть припаян для снижения толщины корпуса. Важной отличительной особенностью процессоров ноутбуков является отсутствие крышки-теплораспределителя, кристалл через термоинтерфейс сразу же сообщается с системой охлаждения. Но это же является недостатком — при замене термопасты при неправильных действиях пользователя кристалл можно сколоть, и полностью и необратимо вывести процессор из строя, что чревато большими расходами на покупку нового процессора.

### Память
Оперативная память ноутбука благодаря более высокой плотности расположения чипов при меньшем размере (форм-фактор SO-DIMM) имеет характеристики, сравнимые с памятью настольного компьютера, но и стоит несколько дороже. Иногда часть памяти распаяна на материнской плате, возможность расширить память при помощи слота SODIMM при этом может и не предлагаться.

### Устройства хранения
Накопитель ноутбука, несмотря на маленький размер (благодаря использованию магнитных носителей диаметром 2,5 дюйма), имеет объём, сравнимый с объёмом накопителя для стационарного компьютера (до 1 терабайта и более); с конца 2000-х годов широко используются твердотельные накопители.
Оптический привод (CD/DVD) ноутбука лишён механики, выдвигающей лоток, поэтому его удалось сделать настолько тонким при сохранении всех функций полноценного привода. Большинство современных приводов имеют стандарт DVD-RW, однако в дорогих мультимедийных ноутбуках часто можно встретить привод стандарта Blu-ray.

### Устройства ввода-вывода
В первом приближении клавиатура является обычной резино-мембранной. Чтобы уменьшить её толщину до нескольких миллиметров, применяются несколько технических решений:
- Основа клавиатуры — металлическая пластина с выштампованными рёбрами жёсткости.
- Резинки уменьшены до предела, что, впрочем, снижает жёсткость клавиш.
- Чтобы защитить клавиши от перекоса, используют так называемый ножничный механизм, сборку из двух пластмассовых деталей. Это усложняет разборку клавиатуры (часто, чтобы ничего не сломать, её продувают сжатым газом без разборки), но тонкую клавиатуру проще чистить снаружи, а узкие щели медленнее загрязняются. В длинных клавишах (пробел, ввод) используется такой же проволочный стабилизатор, как и в полноразмерных клавиатурах.
- Мембраны делают из тонкого прочного лавсана или полиимида, с прорезями для частей механизма.

В добавление ко встроенной клавиатуре ноутбук имеет заменитель мыши: как правило, тачпад, реже тензометрический джойстик или трекбол. Также могут подключаться мыши, дополнительные клавиатуры и мониторы.

## Классификация ноутбуков
Существует 2 основные системы классификации ноутбуков, которые дополняют друг друга

| Классификация на основе размера диагонали дисплея: - 17 дюймов и более — «замена настольного ПК» (англ. Desktop Replacement) - 14 — 16 дюймов — массовые ноутбуки (специального названия для данной категории ноутбуков не предусмотрено) - 11 — 13,3 дюйма — субноутбуки или ультрабуки - 9 — 11 дюйма — ультрапортативные ноутбуки - 7 — 12,1 дюйма (не имеющие привода для компакт-дисков) — нетбуки и смартбуки - Устройства с диагональю экрана менее 7 дюймов выделяют в специальную категорию «наладонных компьютеров» (Handheld PC). | Классификация на основе назначения ноутбука и технических характеристик устройства: - Бюджетные ноутбуки - Ноутбуки среднего класса - Бизнес-ноутбуки - Мультимедийные ноутбуки - Игровые ноутбуки - Мобильная рабочая станция - Имиджевые ноутбуки - Защищённые ноутбуки - Ноутбуки с сенсорным дисплеем (ноутбуки-трансформеры) |

Классификации являются довольно условными.

### Замена настольного ПК (Desktop Replacement)

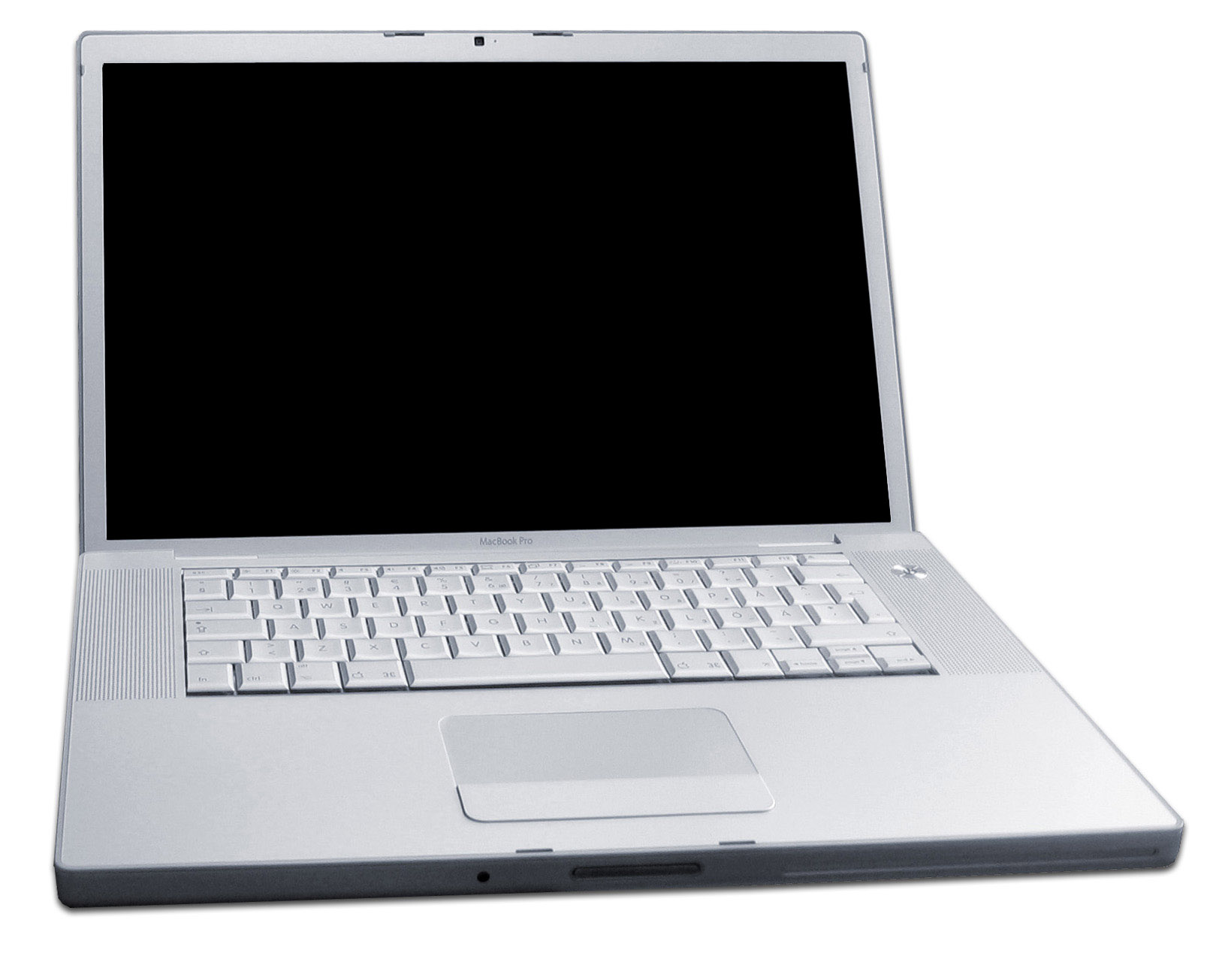
Apple MacBook Pro с размером экрана 15" — один из самых мощных и дорогих ноутбуков прошлого десятилетия категории Desktop Replacement

В качестве замены настольного ПК обычно позиционируются ноутбуки с диагональю экрана 17 дюймов и выше. Габариты и вес таких портативных компьютеров весьма значительны, что делает их неудобными в переноске, однако относительно большой размер дисплея обеспечивает более комфортную работу, а объёмистый корпус позволяет установить мощные компоненты и обеспечить им достаточное охлаждение. Иногда в ноутбуках используются настольные варианты процессоров и системной логики, такие устройства называются «дескноутами» (англ. desknote, desktop notebook). Ряд производителей устанавливает в большие ноутбуки два накопителя, которые могут быть объединены в RAID-массив.

### Ноутбуки с диагональю экрана 14—16 дюймов
Для ноутбуков с диагональю экрана 14—16 дюймов не придумано специального обозначения. Ноутбуки этой категории наиболее распространены. Они обладают приемлемыми габаритами и весом при сохранении достойного уровня производительности.

### Субноутбуки

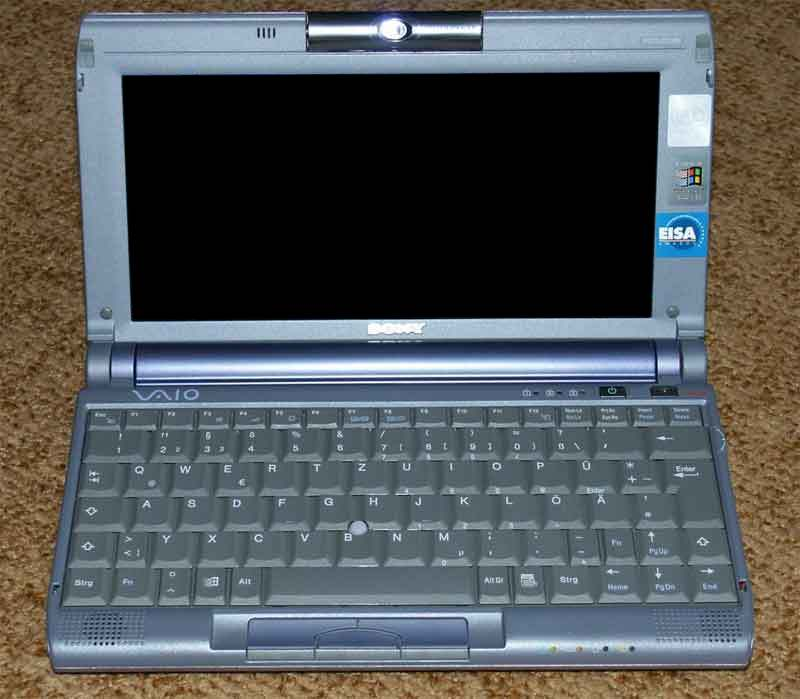
Субноутбук SONY VAIO C1

Субноутбуками называют ноутбуки с диагональю экрана 11—13,3 дюйма. Такие ноутбуки отличаются малыми габаритами и весом, однако маленький размер экрана снижает удобство работы с таким устройством. Размеры субноутбуков не позволяют установить мощные компоненты, поскольку возникают проблемы с охлаждением, поэтому в них часто применяют мобильные процессоры с пониженным энергопотреблением (модели ULV или LV). Субноутбуки редко оснащаются дискретными графическими адаптерами, а в некоторые модели не устанавливается дисковод оптических дисков.

### Ультрабуки
Ультрабук — ультратонкий и легкий субноутбук, обладающий ещё меньшими габаритами и весом по сравнению с обычными субноутбуками, но при этом — большей частью характерных черт полноценного ноутбука.
Термин стал широко распространяться в 2011 году, после того как корпорация Intel презентовала новый класс мобильных ПК — ультрабуки, концепт компаний Intel и Apple, разработан на основе выпущенного в 2008 году субноутбука Apple MacBook Air.
Ультрабуки оснащаются жидкокристаллическими дисплеями от 11" до 15" и весят до 2 кг.
Чаще всего в ультрабуки устанавливались OC Microsoft Windows 7 или Microsoft Windows 8, начиная с 2015 года ультрабуки работают или производят замену ОС на Windows 10.

### Ультрапортативные ноутбуки
Ультрапортативный ноутбук — максимально мобильный лэптоп, отлично подходящий для работы в дороге. 

Ультрапортативные ноутбуки имеют очень компактные габариты и вес около 1 кг, обычно базируются на процессоре с пониженным энергопотреблением (CULV, напр. Atom, AMD Fusion), что позволяет достичь одного из их преимуществ — рекордной (4—7 часов) автономности работы. Однако это сочетается с более высокой стоимостью при средней производительности и оснащенности. Также экран с маленькой диагональю (9—12 дюймов) некомфортен для длительной работы или развлечений. Могут использовать ОС Windows, Linux, Android, Chrome OS.

### Нетбуки

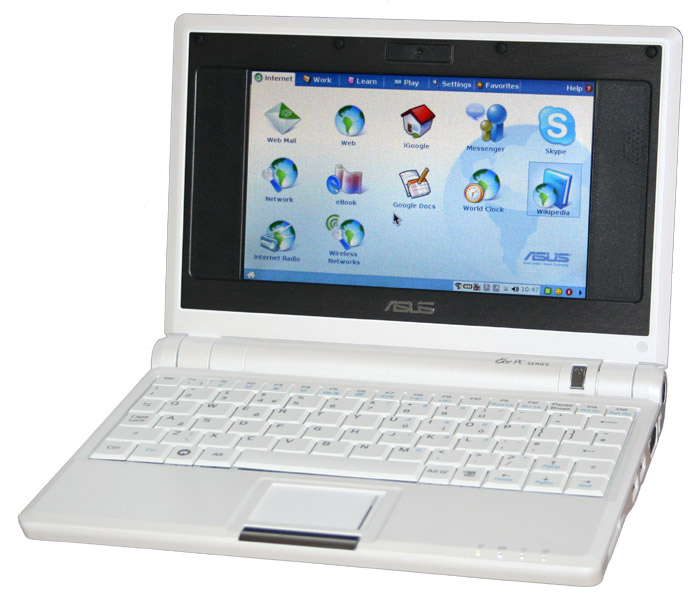
Нетбук Asus Eee PC 701

Нетбуки как отдельная категория ноутбуков были выделены из категории субноутбуков в первом квартале 2008 года компанией Intel. Размер диагонали нетбуков от 7 до 12,1 дюйма. Нетбуки ориентированы на просмотр веб-страниц, работу с электронной почтой и офисными программами. Для этих ноутбуков разработаны специальные энергоэффективные процессоры Intel Atom, VIA C7, VIA Nano, AMD Geode. Малый размер экрана, небольшая клавиатура и низкая производительность подобных устройств компенсируется умеренной ценой и относительно большим временем автономной работы. Габариты обычно не позволяют установить в нетбук дисковод оптических дисков, однако Wi-Fi-адаптер является обязательным компонентом.
Нетбуки активно вытесняются с рынка интернет-планшетами.

### Бюджетные ноутбуки
Бюджетные ноутбуки — ноутбуки с низкой ценой и ограниченными возможностями. Такие ноутбуки основаны на дешёвых процессорах Intel Celeron M, Pentium и AMD E1\E2, ранее на AMD Mobile Sempron, младших моделях Intel Core 2 Duo и AMD Turion, в своё время применялись процессоры VIA C7. Бюджетные процессоры зачастую обладают не лучшей энергоэффективностью, что отрицательно сказывается на времени автономной работы ноутбуков. В ряде сверхбюджетных моделей отсутствовал Wi-Fi-адаптер. Диагональ экрана бюджетного ноутбука обычно составляет 14—15", хотя ряд производителей предлагает модели с диагональю 17", при этом за редким исключением устанавливается матрица типа TN с минимальным разрешением и цветовым охватом.
Особую позицию в ряду бюджетных ноутбуков занимают нетбуки с диагональю экрана 7—10,2 дюйма. Данные устройства изначально разрабатывались для нижнего ценового сегмента, однако их производительность и комфорт работы низки, а стоимость многих моделей сравнима с обычными бюджетными ноутбуками, что делает их не лучшим выбором на роль основного компьютера.
С целью снижения стоимости бюджетные ноутбуки часто поставляются без предустановленной операционной системы либо с FreeDOS или Linux.

### Ноутбуки среднего класса
Ноутбуки среднего класса — самая обширная и довольно размытая категория ноутбуков. Диагональ экрана такого устройства может быть любой. Ноутбуки данной категории не обладают выдающейся производительностью, видеоадаптер — встроенный или дискретный младших серий, процессор — начального или среднего уровня. Корпус таких портативных компьютеров, как правило, выполнен из пластика, дизайн простой, не выделяющийся. На ноутбуки среднего класса обычно предустанавливаются домашние редакции Windows; некоторые производители стали выпускать и модели с предустановленным Linux.
Производители, как правило, относят модели среднего класса к офисным и mainstream-сериям, иногда такие портативные компьютеры позиционируются как «мультимедийные ноутбуки экономкласса» или даже как «игровой ноутбук экономкласса» (в этом случае в ноутбуке установлена видеокарта среднего уровня и недорогой процессор). Большую часть ноутбуков категории «замена настольного ПК» также можно отнести к ноутбукам среднего класса.

### Бизнес-ноутбуки
Бизнес-ноутбуки предназначены для деловых людей. По своим техническим характеристикам бизнес-ноутбуки практически аналогичны ноутбукам верхнего среднего класса и отличаются от них строгим и лаконичным дизайном, часто — наличием разъёма для док-станции, поддержкой модулей защиты TPM, а также применением более дорогих материалов. Обычно используемые комплектующие подбираются так, чтобы обеспечить наибольшую надежность, даже если это немного ущемляет функциональность или производительность. Бизнес-ноутбуки довольно часто относятся к категории субноутбуков (предназначены, в первую очередь, для тех, кто часто ездит в командировки), реже — к категории «замена настольного ПК» (для тех, кому выносить ноутбук за пределы офиса не нужно). Некоторые модели оснащаются профессиональными видеокартами Quadro NVS, предназначенными для вывода информации на несколько внешних дисплеев (данные видеоадаптеры сертифицированы для корпоративных приложений). Встречаются даже бизнес-нетбуки (HP 2133 Mini-Note PC). На бизнес-ноутбуки предустанавливаются профессиональные редакции Windows, часто не последней, но стабильной версии (например, на момент середины 2016 года Dell всё ещё предлагает для ноутбуков серии Latitude Windows 7 Pro по умолчанию).

### Мультимедийные ноутбуки
Мультимедийные ноутбуки — ещё одна довольно размытая категория ноутбуков. Позиционирование портативного ПК как «мультимедийного» зависит от производителя. Обычно к мультимедийным ноутбукам относят ноутбуки с видеокартами и процессорами среднего класса, что позволяет использовать ноутбук практически в любых целях, в том числе и для большинства компьютерных игр.
Размер диагонали экрана мультимедийных ноутбуков — 15,6—18,4 дюймов, мультимедийных ноутбуков с меньшей диагональю почти не встречается, поскольку маленький размер дисплея затрудняет выполнение мультимедийных функций. Простые мультимедийные ноутбуки практически не отличаются от ноутбуков среднего класса. Иногда можно встретить небольшой экран на задней стороне крышки, который позволяет просматривать изображения и видеоклипы, не открывая ноутбук. Довольно часто встречается возможность просмотра фильмов и других мультимедийных файлов без загрузки операционной системы. Продвинутые мультимедийные ноутбуки оснащаются ТВ-тюнером и пультом дистанционного управления. В качестве ОС на ноутбуках данной категории обычно выступают версии Windows 7, содержащие компонент Windows Media Center (Home Premium, Professional, Enterprise и Ultimate).

### Игровые ноутбуки
Игровые ноутбуки предназначены для особо ресурсоемких задач, например, компьютерных игр.
Основное отличие игрового ноутбука — производительный процессор и мощная видеокарта (серий Radeon и GeForce и другие). Несмотря на то, что мобильные версии видеокарт уступают настольным, они способны обеспечить достаточно комфортные условия даже в самых требовательных играх. Некоторые производители предлагают ноутбуки с двумя графическими адаптерами, работающими в режиме SLI/Crossfire (в моделях класса Desktop Replacement), на самые дорогие модели возможна замена большинства комплектующих, также имеется эффективная система охлаждения. Зачастую игровые ноутбуки обладают своеобразным агрессивным дизайном.

### Мобильная рабочая станция
Ноутбуки класса мобильная рабочая станция предназначены для профессиональной работы в программах трёхмерного моделирования и САПР. Ключевым отличием мобильной рабочей станции от прочих ноутбуков является использование мобильных версий профессиональных видеокарт NVidia Quadro FX или ATI FireGL. Обычно на подобных ноутбуках установлен производительный процессор, а дисплей имеет большое разрешение (вплоть до 1920 × 1200 на моделях с размером диагонали экрана 15,4—17 дюймов).

### Престижные ноутбуки
Престижные, статусные ноутбуки выделяются среди прочих ярким и запоминающимся дизайном. Для изготовления их корпусов часто применяются магний, титан, сталь, алюминий, карбон, стекло, замша и другие необычные материалы. Встречаются модели, украшенные какими-либо драгоценностями. Типичный престижный ноутбук относится к классу субноутбуков, однако статусные модели встречаются среди моделей всех размеров. К классу престижных ноутбуков иногда относят некоторые модели игровых и бизнес-ноутбуков. Производительность престижных ноутбуков может быть весьма низкой (компактные модели), а может быть и весьма высокой (Dell Adamo, Asus Lamborghini, игровые ноутбуки Asus G-серии, Toshiba Qosmio и другие, связанные с тесным сотрудничеством двух разных производителей Acer Ferrari).

### Защищённые ноутбуки

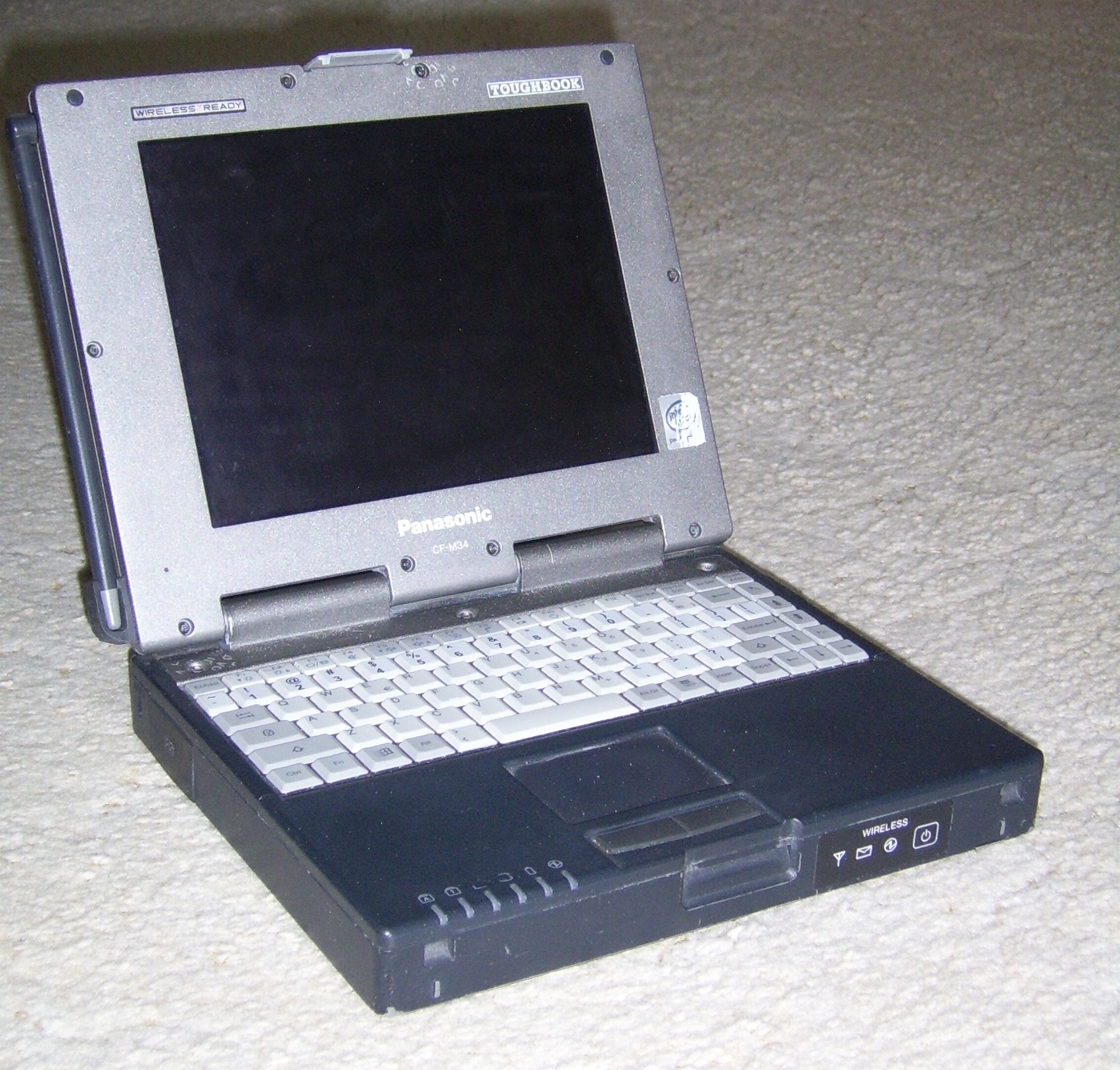
Защищённый ноутбук Panasonic Toughbook

Защищённые ноутбуки («внедорожники») предназначены для работы в экстремальных условиях. Они обладают повышенной устойчивостью к вибрации, ударам, большой запылённости и влажности, агрессивным химическим средам, могут работать при экстремальных температурах. Производители предлагают модели с различными классами защиты. Такие ноутбуки находят применение в армии, аварийно-спасательных службах, могут служить в качестве промышленных компьютеров. Зачастую подобные устройства разрабатываются по специальному заказу государственных организаций (в основном, вооружённых сил).
В защищённых ноутбуках используются специальные компоненты, устойчивые к внешним воздействиям. Широкое применение находят твердотельные накопители. Широкому распространению защищённых ноутбуков препятствует их высокая цена и большой вес.

### Ноутбуки-трансформеры (планшетные ноутбуки)

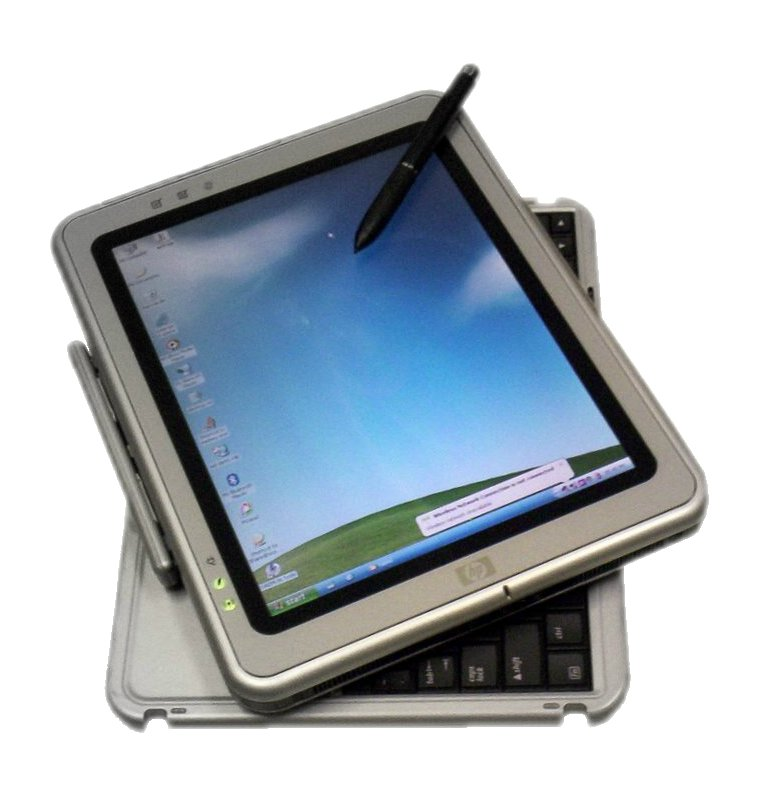
Планшетный субноутбук HP TC-1000

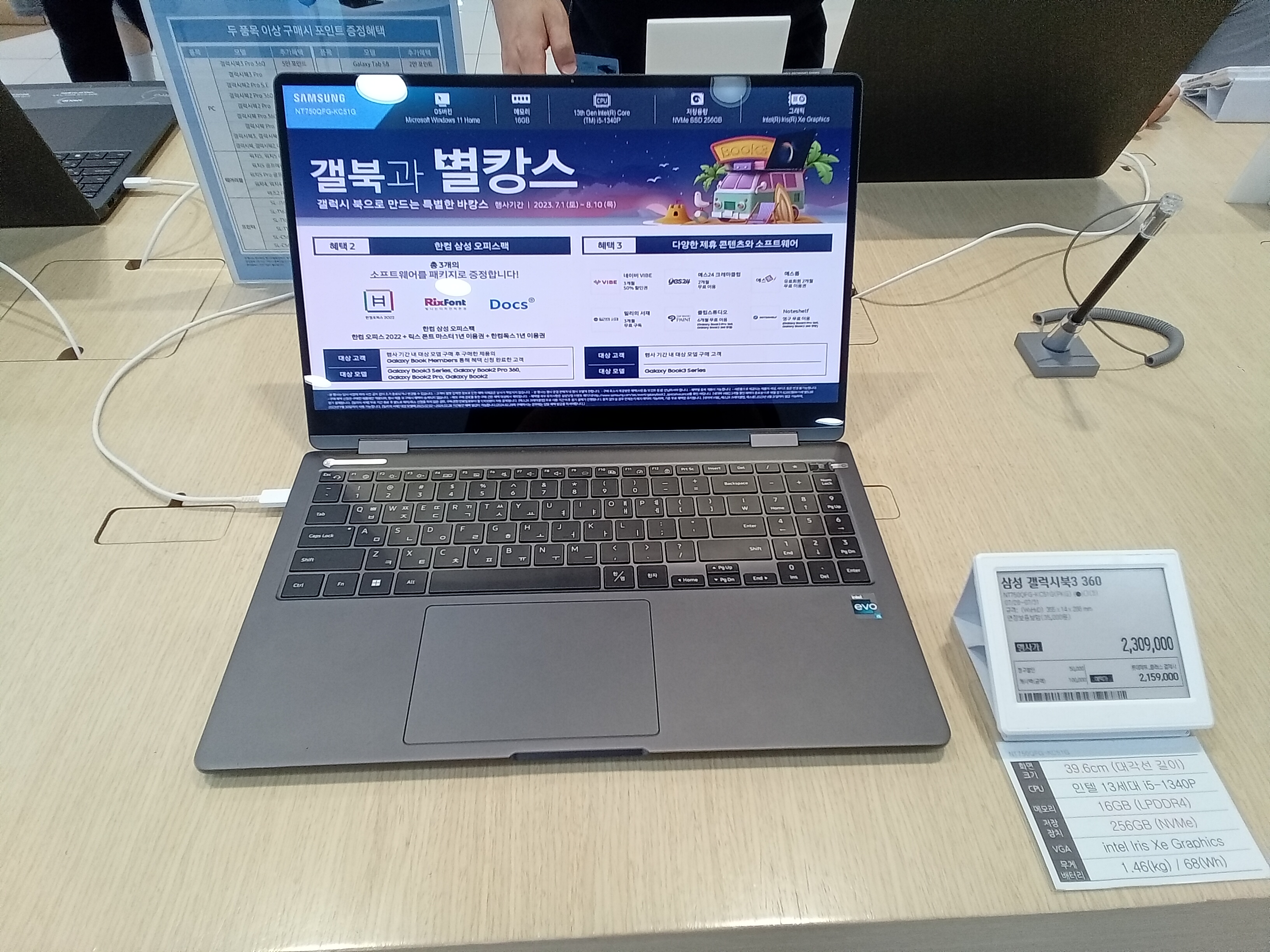
Galaxy Book 3 360

Ноутбуки с сенсорным экраном представляют собой гибрид планшетного ПК и ноутбука, поэтому такие компьютеры также называют планшетными ноутбуками. От планшетных ПК им достался сенсорный экран, а от ноутбука — корпус с полноценной клавиатурой. Позиционирование подобных портативных компьютеров зависит от производителя, некоторые относят данные устройства к ноутбукам, другие — к планшетным компьютерам. Как правило, дисплей на таких ноутбуках сделан поворотным, что значительно расширяет функциональность устройства и позволяет использовать его как в качестве ноутбука, так и в качестве полноценного планшетного компьютера. Диагональ экрана планшетных ноутбуков обычно не превышает 15 дюймов, производительность средняя. Эти особенности связаны с высокой стоимостью и относительно большим энергопотреблением сенсорных панелей.
Преимуществом таких ноутбуков перед другими категориями портативных компьютеров является возможность вводить информацию непосредственно на экране, а перед планшетными ПК — полноценная клавиатура, позволяющая без проблем набирать большие объёмы текста. Основными недостатками является большая стоимость и относительно низкая производительность подобных устройств. К недостаткам также можно отнести меньшую надёжность поворотного шарнира (по сравнению с традиционными ноутбуками).

## Производители
Ноутбуки выпускаются большим числом компаний. Среди них Acer, Apple, ASUS, Dell, Fujitsu, Gateway, HCL, HP Inc., Lenovo, LG, MSI, Panasonic, Samsung, Sony, Toshiba и др. Также они выпускаются (собираются) компаниями, действующими на рынках отдельных стран (например, в России существуют бренды RoverBook и IRU). Однако собственно производством ноутбуков занимаются гораздо меньше компаний. Например, такие бренды как Dell, Gateway, Sony, Micron, Toshiba сами не производят ноутбуки, а заказывают их у сторонних производителей (OEM).
В качестве изготовителей ноутбуков часто выступают следующие компании (Таблица соответствия брендов и OEM-производителей ноутбуков):
- Quanta Computer — крупный тайваньский производитель (для Sony, Lenovo, HP, Apple).
- Falcon Northwest[англ.] — выпускает High-End-ноутбуки.
- Compal — производит некоторые модели Acer, Dell, Toshiba, HP и т. д., специализируется на бюджетных ноутбуках.
- Pegatron — широкий список моделей (Lenovo, Asus, Alienware, HP, Apple), бывшее подразделение Asus.
- Clevo — выпускает популярные игровые ноутбуки.
- Sager — мощные ноутбуки.
- Uniwill — ноутбуки ECS[англ.].
- Wistron — бизнес-модели (Apple, HP, Dell, Lenovo), бывшее подразделение Acer.
- Inventec — бизнес-модели HP.

Среди брендовых производителей есть и обладающие своими производственными линиями, например, Asus, Apple, Fujitsu, LG.
После производства аппаратной части ноутбука и сборки компонентов сторонним изготовителем, поставщику с известным именем остаётся только установить в ноутбук жёсткий диск с предустановленным программным обеспечением, поставить клавиатуру с языком нужного региона и упаковать ноутбук. Возможно и обратное — в частности, Sager, Eurocom и Clevo выпускают ноутбуки под собственными брендами, но с зачастую ограниченными гарантией и поддержкой.
Естественно, такой подход к производству не означает, что ноутбуки всех известных брендов одинаковы по качеству, так как, в конечном итоге, всё зависит от проекта ноутбука, который чаще всего предоставляется инженерами компаний-заказчиков и содержит различные требования к выбору и расположению компонентов, используемым материалам и т. п. Именно поэтому нишевые ноутбуки от ведущих брендовых компаний обычно получаются качественнее (и дороже), чем ноутбуки от менее именитых поставщиков.